# Matador BBQs One-Day Cup 2015/16
Der Matador BBQs One-Day Cup 2015/16 war die 47. Austragung der nationalen List A Cricket-Meisterschaft in Australien. Der Wettbewerb wurde zwischen dem 5. und 25. Oktober 2015 zwischen sechs australischen First-Class-Vertretungen der Bundesstaaten und einer Vertretung der australischen Cricket-Nationalmannschaft ausgetragen. Im Finale konnte sich New South Wales gegen South Australia mit 9 Wickets durchsetzen.

## Neuerung
In dieser Saison nahm erstmals das Team der Cricket Australia XI teil. Das Ziel der Mannschaft ist es, jungen Spielern die Möglichkeit zu geben auf oberster nationaler Ebene Spielerfahrung zu sammeln. Zunächst wurde die Zugehörigkeit dieses Teams für zwei Jahre vorgesehen.

## Format
Die sieben Mannschaften spielten in einer Gruppe einmal gegen jede andere Mannschaft. Für einen Sieg gibt es vier Punkte, für ein Unentschieden oder No Result zwei und für eine Niederlage keinen Punkt. Ein Bonuspunkt wird vergeben, wenn bei einem Sinn die eigene Runzahl die des Gegners um das 1,25-fache übersteigt, ein weiterer, wenn sie sogar mehr als das Doppelte des Gegners beträgt. Des Weiteren ist es möglich, dass Mannschaften Punkte abgezogen bekommen, wenn sie beispielsweise zu langsam spielen. Der Gruppenerste qualifiziert sich direkt für das Finale, während der Gruppenzweite und -dritte ein Halbfinale bestreiten.

## Resultate

### Gruppenphase
Tabelle
| Teams                | Sp. | S | N | U | R | NR | BP | Ded | Punkte | NRR    |
| -------------------- | --- | - | - | - | - | -- | -- | --- | ------ | ------ |
| New South Wales      | 6   | 5 | 1 | 0 | 0 | 0  | 6  | 0   | 26     | +2.249 |
| Victoria             | 6   | 4 | 2 | 0 | 0 | 0  | 2  | 0   | 18     | +0.827 |
| South Australia      | 6   | 4 | 2 | 0 | 0 | 0  | 1  | 0   | 17     | −0.461 |
| Tasmanien            | 6   | 3 | 3 | 0 | 0 | 0  | 2  | 0   | 14     | +0.381 |
| Western Australia    | 6   | 2 | 4 | 0 | 0 | 0  | 2  | 0   | 10     | +0.463 |
| Queensland           | 6   | 2 | 4 | 0 | 0 | 0  | 0  | 0   | 8      | −0.676 |
| Cricket Australia XI | 6   | 1 | 5 | 0 | 0 | 0  | 0  | 0   | 4      | −2.869 |

### Spiele
| 5. Oktober Scorecard | North Sydney Oval (Sydney) | Queensland 196 (48.3)           | – | Tasmanien 200-1 (36) |
|                      |                            | Tasmanien gewinnt mit 9 Wickets |   |                      |

| 5. Oktober Scorecard | Bankstown Oval (Sydney) | New South Wales 338-3 (50)           | – | Cricket Australia XI 59 (24.4) |
|                      |                         | New South Wales gewinnt mit 279 Runs |   |                                |

| 5. Oktober Scorecard | Hurstville Oval (Sydney) | Western Australia 350-4 (50)          | – | South Australia 354-4 (46.3) |
|                      |                          | South Australia gewinnt mit 6 Wickets |   |                              |

| 7. Oktober Scorecard | Hurstville Oval (Sydney) | Cricket Australia XI 79 (28)   | – | Victoria 81-1 (11.1) |
|                      |                          | Victoria gewinnt mit 9 Wickets |   |                      |

| 8. Oktober Scorecard | North Sydney Oval (Sydney) | New South Wales 266-9 (50)           | – | South Australia 110 (31.3) |
|                      |                            | New South Wales gewinnt mit 156 Runs |   |                            |

| 9. Oktober Scorecard | Blacktown Olympic Park Oval (Sydney) | Queensland 209 (50)            | – | Victoria 180 (41) |
|                      |                                      | Queensland gewinnt mit 29 Runs |   |                   |

| 10. Oktober Scorecard | Blacktown Olympic Park Oval (Sydney) | New South Wales 264-5 (50)          | – | Western Australia 189 (44.4) |
|                       |                                      | New South Wales gewinnt mit 75 Runs |   |                              |

| 10. Oktober Scorecard | Bankstown Oval (Sydney) | Cricket Australia XI 241-7 (50)  | – | Tasmanien 238-9 (50) |
|                       |                         | Australia XI gewinnen mit 3 Runs |   |                      |

| 11. Oktober Scorecard | Bankstown Oval (Sydney) | Queensland 279-9 (50)                             | – | South Australia 278-9 (49) |
|                       |                         | South Australia gewinnt mit 1 Wicket (D/L method) |   |                            |

| 12. Oktober Scorecard | Blacktown Olympic Park Oval (Sydney) | Victoria 225-8 (50)          | – | Western Australia 189-9 (47.2) |
|                       |                                      | Victoria gewinnt mit 36 Runs |   |                                |

| 12. Oktober Scorecard | Hurstville Oval (Sydney) | Tasmanien 217 (46.3)                               | – | New South Wales 193-2 (38.5) |
|                       |                          | New South Wales gewinnt mit 8 Wickets (D/L method) |   |                              |

| 14. Oktober Scorecard | Blacktown Olympic Park Oval (Sydney) | Tasmanien 234-4 (50)          | – | South Australia 141 (40.4) |
|                       |                                      | Tasmanien gewinnt mit 93 Runs |   |                            |

| 15. Oktober Scorecard | North Sydney Oval (Sydney) | Western Australia 347-5 (50)           | – | Cricket Australia XI 101 (27.3) |
|                       |                            | Western Australia gewinnt mit 246 Runs |   |                                 |

| 16. Oktober Scorecard | Drummoyne Oval (Sydney) | New South Wales 304-6 (50)           | – | Queensland 158 (39.1) |
|                       |                         | New South Wales gewinnt mit 146 Runs |   |                       |

| 16. Oktober Scorecard | Bankstown Oval (Sydney) | South Australia 198 (49.2)          | – | Victoria 181 (47.4) |
|                       |                         | South Australia gewinnt mit 17 Runs |   |                     |

| 17. Oktober Scorecard | Drummoyne Oval (Sydney) | Tasmanien 222-9 (50)          | – | Western Australia 207-8 (50) |
|                       |                         | Tasmanien gewinnt mit 15 Runs |   |                              |

| 18. Oktober Scorecard | North Sydney Oval (Sydney) | Victoria 244 (46.5)          | – | New South Wales 223 (48.2) |
|                       |                            | Victoria gewinnt mit 21 Runs |   |                            |

| 19. Oktober Scorecard | Drummoyne Oval (Sydney) | Queensland 282-7 (50)          | – | Cricket Australia XI 248 (47.4) |
|                       |                         | Queensland gewinnt mit 34 Runs |   |                                 |

| 20. Oktober Scorecard | North Sydney Oval (Sydney) | Victoria 320-6 (50)                       | – | Tasmanien 230-7 (43.1/43.1) |
|                       |                            | Victoria gewinnt mit 48 Runs (D/L method) |   |                             |

| 21. Oktober Scorecard | Drummoyne Oval (Sydney) | South Australia 244-5 (49)          | – | Cricket Australia XI 168 (42.1) |
|                       |                         | South Australia gewinnt mit 79 Runs |   |                                 |

| 21. Oktober Scorecard | Bankstown Oval (Sydney) | Western Australia 240-9 (50)          | – | Queensland 201 (47) |
|                       |                         | Western Australia gewinnt mit 39 Runs |   |                     |

## Halbfinale
| 23. Oktober Scorecard | Drummoyne Oval (Sydney) | South Australia 250-7 (50)          | – | Victoria 194 (46.4) |
|                       |                         | South Australia gewinnt mit 56 Runs |   |                     |

## Finale
| 25. Oktober Scorecard | North Sydney Oval (Sydney) | South Australia 221 (46.3)            | – | New South Wales 223-1 (29.5) |
|                       |                            | New South Wales gewinnt mit 9 Wickets |   |                              |